# Kotka

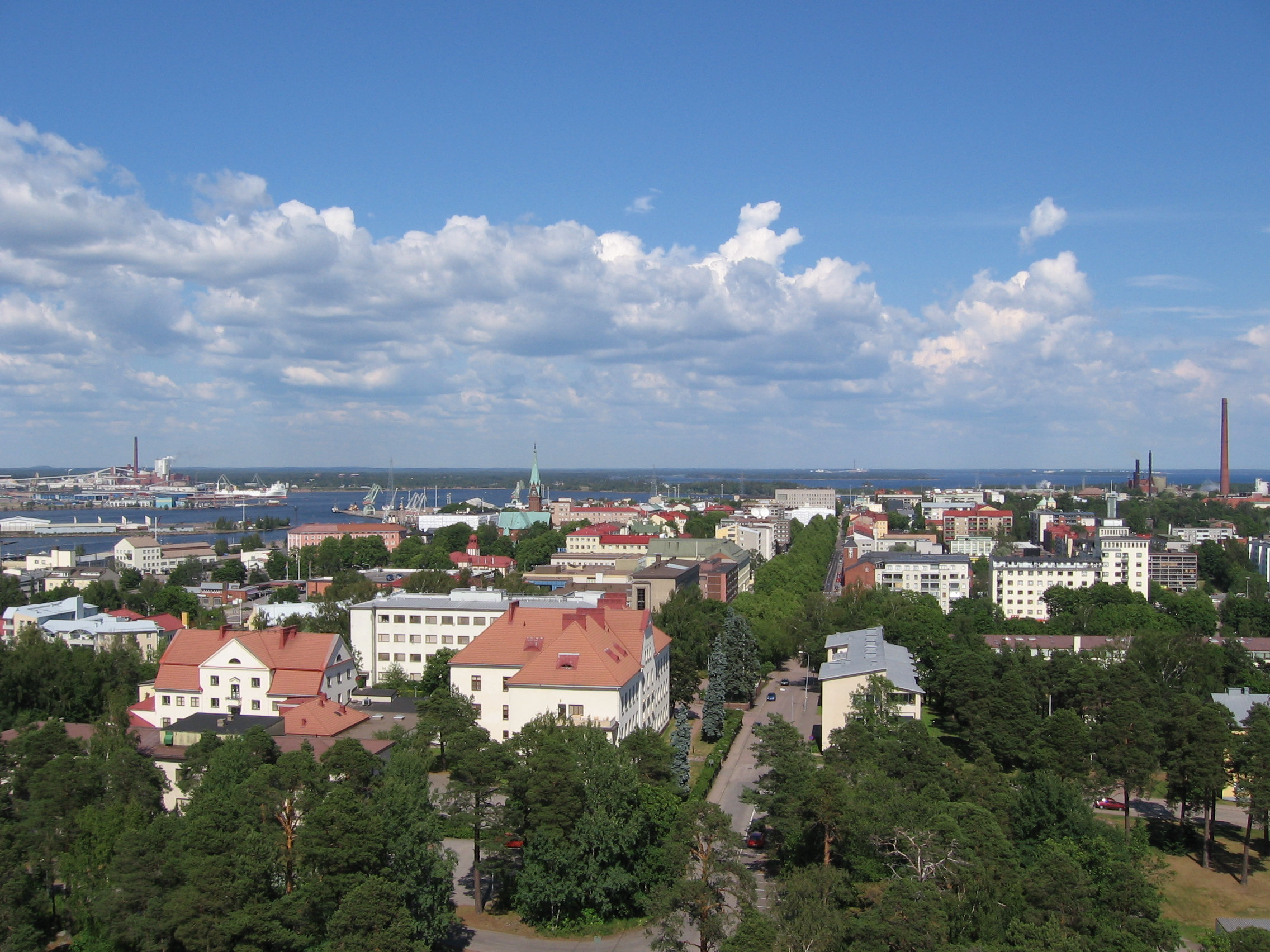
Kotka (2006)

Kotka [ˈkɔtkɑ] (finnisch kotka ‚Adler‘) ist eine an der Mündung des Kymijoki im Finnischen Meerbusen gelegene Hafenstadt im Süden Finnlands. Die Stadt umfasst eine Fläche von 950 km², wovon nur 271 km² Land sind. Die Einwohnerzahl beträgt 50.617 (Stand 31. Dezember 2022).

## Geschichte

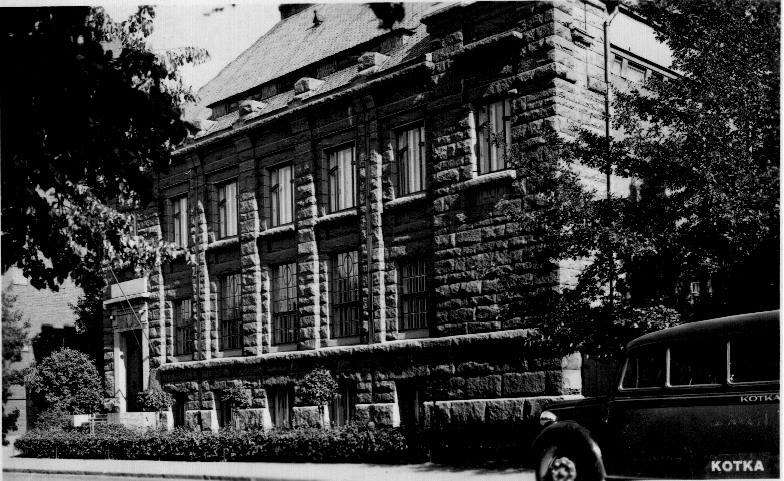
Die Außenstelle der Finnischen Nationalbank in Kotka um 1925

Die Geschichte der Stadt beginnt als russische Festung im Krimkrieg, in dessen Verlauf die Festung von den Briten 1855 zerstört wurde.
1872 begann der Verkehr im Hafen und wurde das Sägewerk (seit 2021:) MM Kotkamills errichtet. Die Stadtrechte folgten 1878. Mit der Industrialisierung wuchs die Einwohnerzahl durch Zuwanderung von Menschen aus dem ländlichen Raum, die eigentlich nach Amerika auswandern wollten, sehr schnell an. Große Teile der Stadt wurden im Winterkrieg und im Fortsetzungskrieg durch sowjetische Luftangriffe zerstört.
Entwicklung der Einwohnerzahl (Stand: 31. Dezember):
- 1987 – 57.745
- 1990 – 56.634
- 1997 – 55.769
- 2000 – 54.846
- 2002 – 54.622
- 2004 – 54.759

## Kultur und Sehenswürdigkeiten

### Bauwerke

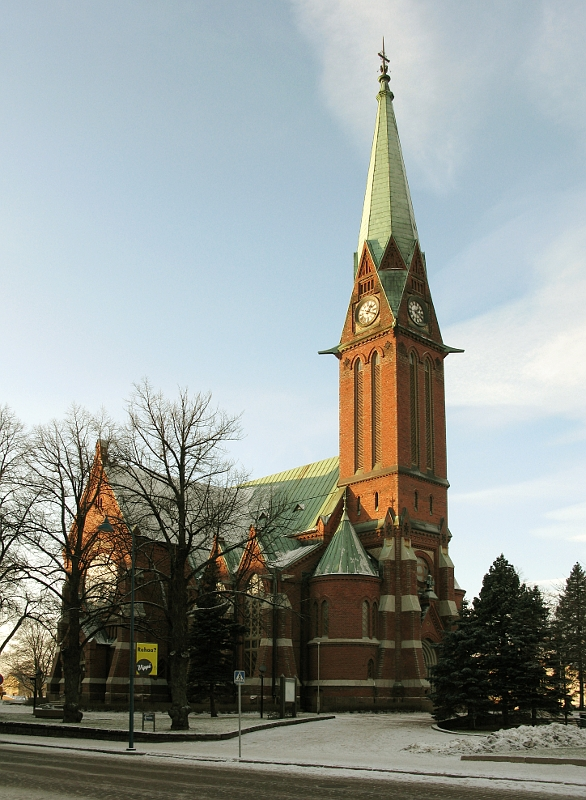
Die Kirche von Kotka (J. Stenbäck)

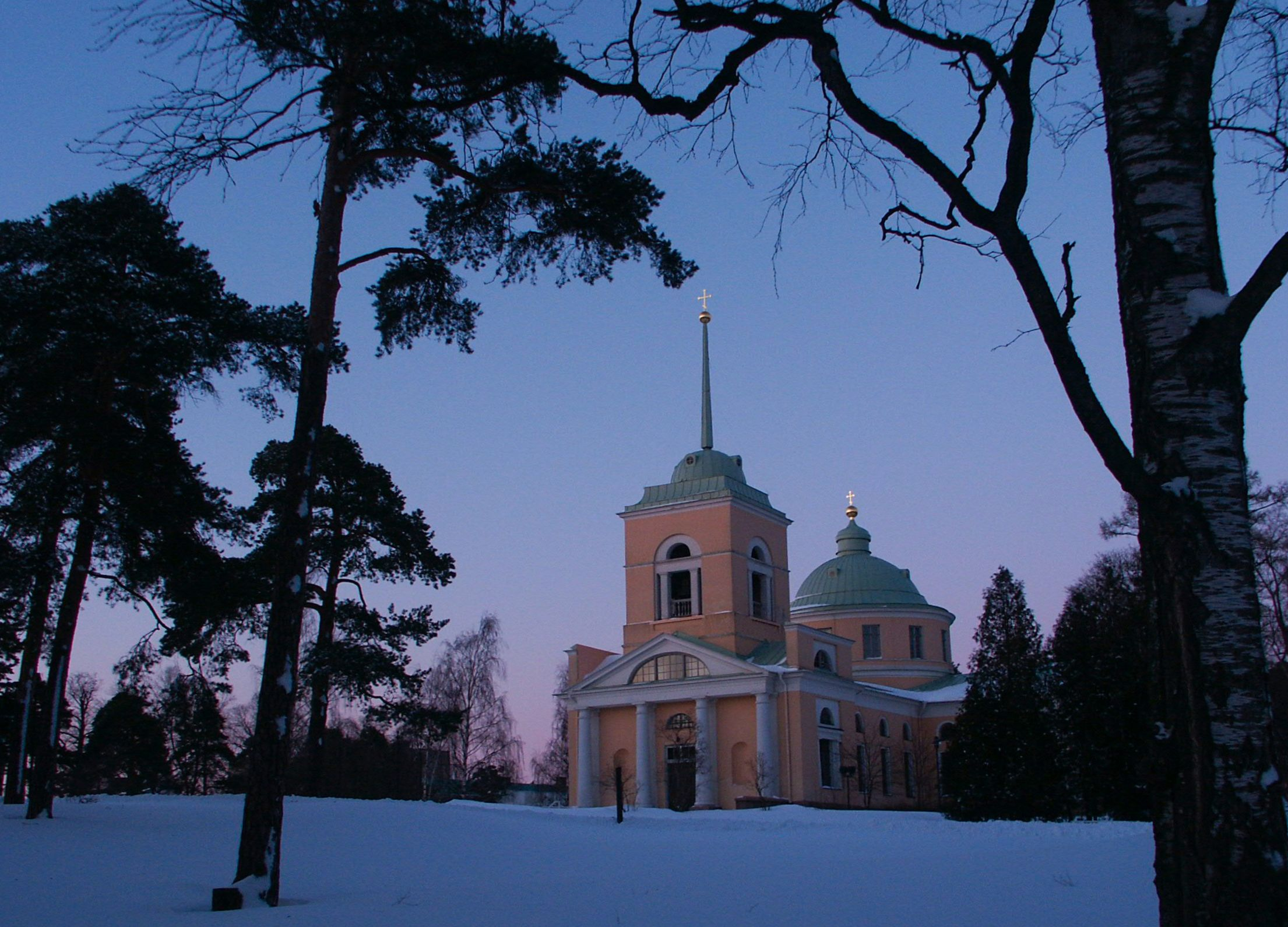
Orthodoxe Kirche von Kotka

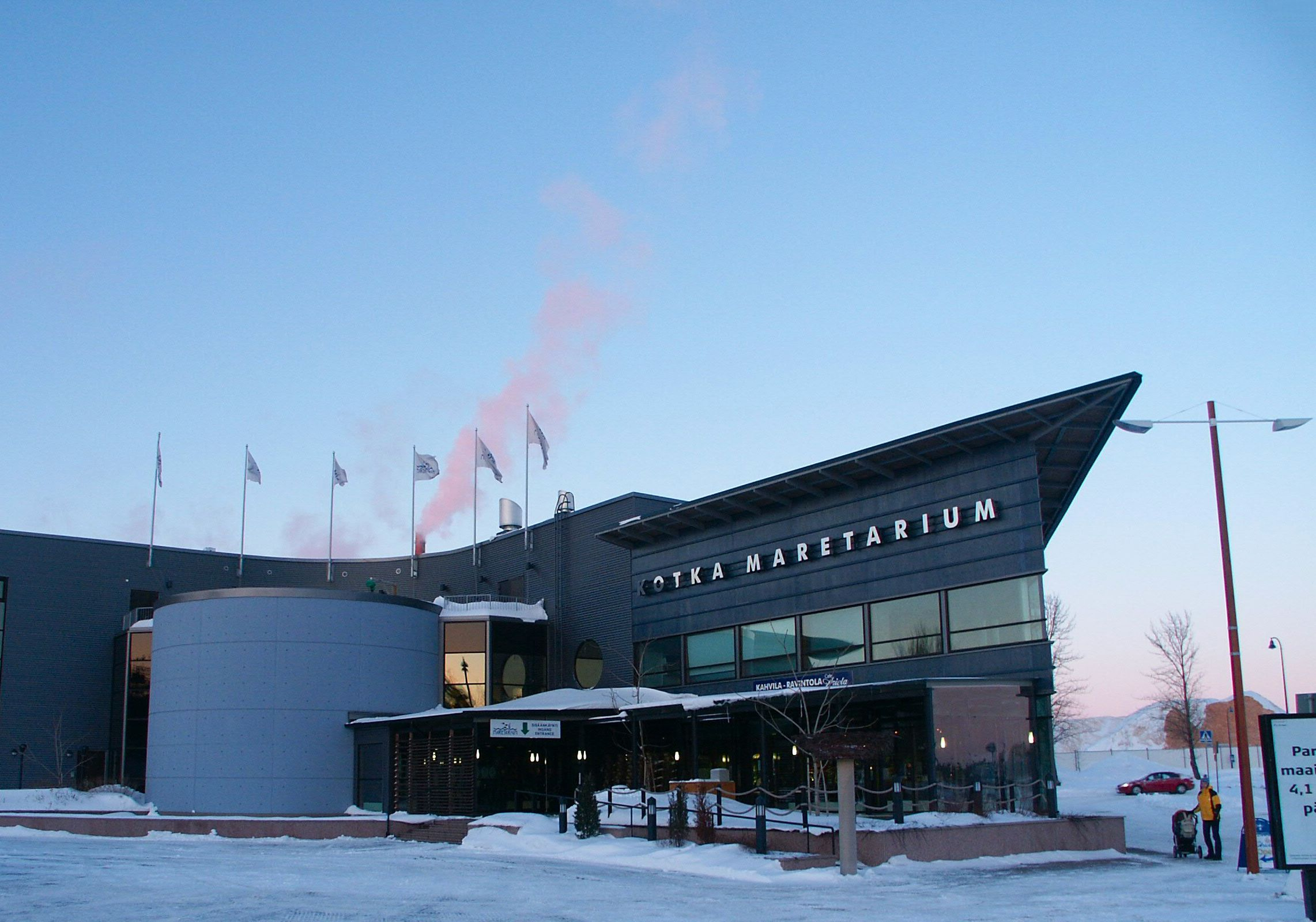
Maretarium, das Aquarium in Kotka

Schifffahrtsmuseum

Sehenswert sind das neue Rathaus von 1934, die orthodoxe Kirche von 1795, die kaiserliche Fischerhütte, die 1889 im Park Langinkoski für Zar Alexander III. errichtet wurde, und das Maretarium, ein Aquarium. 
Das Maritime Center Vellamo ist ein Gebäude, das 2008 im Innenhafen von Kotka fertiggestellt wurde und die Kultur- und Veranstaltungsdienste des Finnischen Schifffahrtsmuseums, des Kymenlaakso-Museums, des Museums der Küstenwache und von Kotka beherbergt. Gleich daneben liegt zudem die Tarmo (finnisch ‚Tatkraft‘ oder ‚Energie‘), der älteste erhaltene Eisbrecher der Welt.

### Veranstaltungen
Alljährlich im Sommer finden in Kotka die so genannten Seetage statt. Dabei handelt es sich um ein beliebtes Volksfest, das weit über Kotkas Grenzen hinaus bekannt ist und jedes Jahr Scharen von insbesondere jungen Besuchern anlockt.

### Sport
Erfolgreichster Fußballverein der Stadt ist der FC KTP Kotka, der sich 2000 vom Mutterverein Kotkan Työväen Palloilijat löste und seine Heimspiele in der Arto Tolsa Areena austrägt. Das Stadion wurde 1952 eröffnet und war Austragungsort von vier Spielen während der Olympischen Sommerspiele 1952. KTP gewann 1951 und 1952 die finnische Fußballmeisterschaft und viermal den nationalen Pokalwettbewerb. Die Basketballmannschaft des Vereins KTP-Basket gilt als eine der erfolgreichsten Finnlands. Der Eishockeyverein Kotkan Titaanit spielt in der Saison 2011/12 in der zweithöchsten Liga Finnlands.

## Wirtschaft und Verkehr
Neben dem Hafen, der der größte Exporthafen Finnlands ist, sind in Kotka Sägewerke sowie Zellulose- und Zuckerindustrie angesiedelt. Von 2006 bis 2008 bestand eine Fährverbindung mit Narva Line nach Sillamäe in Estland.
Das Finnische Holzbootzentrum (Suomen Puuvenekeskus) bietet mehreren Handwerksbetrieben des klassischen Bootsbaus einen gemeinsamen Werftbetrieb am Hafen.
2004 gab es ins 52 Kilometer entfernte Kouvola von Montag bis Freitag sechs, an Wochenenden fünf Zugverbindungen der VR-Yhtymä pro Richtung.

## Bildung
Die Kymenlaakson ammattikorkeakoulu ist eine Fachhochschule mit Standorten in Kotka und Kouvola. Dort studieren etwa 3500 Vollzeit- und 500 Teilzeit-Studierende in den sechs Studienfeldern Business and Administration, Culture, Forestry and Wood Technology, Maritime Studies, Social and Health Care und Technology.

## Politik

### Stadtrat
Am 9. April 2017 fanden in Finnland Kommunalwahlen statt für die Kommunalparlamente, deren Amtszeit vom 1. Januar 2018 bis zum 31. Dezember 2021 (vier Jahre) dauert In Kotka hatte die Wahl folgendes Ergebnis:
| Partei                  | Stimmenanteil | +/− 5p | Sitze | +/− |
| ----------------------- | ------------- | ------ | ----- | --- |
| Sozialdemokraten        | 30,1 %        | + 7,6  | 16    | + 4 |
| Sammlungspartei         | 24,0 %        | − 2,0  | 12    | − 1 |
| Linksbündnis            | 14,0 %        | − 6,1  | 7     | − 3 |
| Basisfinnen             | 11,4 %        | − 4,3  | 6     | − 2 |
| Grüner Bund             | 11,1 %        | + 3,4  | 6     | + 2 |
| Christdemokraten        | 4,2 %         | − 0,3  | 2     | ± 0 |
| Zentrumspartei          | 3,5 %         | + 1,2  | 1     | ± 0 |
| Schwedische Volkspartei | 1,2 %         | + 0,2  | 1     | ± 0 |

### Städtepartnerschaften
Partnerstädte von Kotka sind
| - Schweden: Landskrona (seit 1940) - Dänemark: Glostrup (seit 1947) - Norwegen: Fredrikstad (seit 1950) - Estland: Tallinn (seit 1955) - Deutschland: Greifswald (seit 1959) | - Polen: Gdynia (seit 1961) - Deutschland: Lübeck (seit 1969) - Russland: Kronstadt (seit 1993) - Litauen: Klaipėda (seit 1994) - Volksrepublik China: Taizhou (Jiangsu) (seit 2001) |

## Söhne und Töchter der Stadt
Die bekannteste Persönlichkeit der Stadt ist der Boxer Pentti Hämäläinen (1929–1984), der bei den Olympischen Spielen 1952 in Helsinki die Goldmedaille im Bantamgewicht gewann.
- Anselm Ahlfors (1897–1974), Ringer
- Ossi-Petteri Grönholm (* 1981), Eishockeyspieler
- Hannele Huovi (* 1949), Schriftstellerin
- Juhani Kärkinen (1935–2019), Skispringer
- Oskari Kekkonen (* 1999), philippinisch-finnischer Fußballspieler
- Kaarlo Koskelo (1888–1953), Ringer
- Kalevi Laitinen (1918–1997), Turner
- Lasse Lehtinen (* 1947), sozialdemokratischer Politiker
- Jari Mantila (* 1971), Nordischer Kombinierer
- Tiina Mikkola (* 1972), Biathletin
- Alexander Moschaiski (1825–1890), russischer Marineoffizier und Luftfahrtpionier
- Vilho Pekkala (1898–1974), Ringer
- Toivo Pekkanen (1902–1957), Schriftsteller
- Teemu Pukki (* 1990), Fußballspieler
- Toivo Reingoldt (1906–1941), Schwimmer
- Aarne Salovaara (1887–1945), Leichtathlet und Turner
- Taisto Sinisalo (1926–2002), kommunistischer Politiker
- Krista Tervo (* 1997), Leichtathletin
- Arto Tolsa (1945–1989), Fußballspieler